# Teres Kaudern
Teres Kaudern (f Andersson), född 1878, död 1966, var en svensk forskningsresande. Hon var gift med Walter Kaudern och gjorde flera resor med honom. År 1911 reste de till Madagaskar, där hon födde sitt första barn Walter Jr i maj 1912. En andra son, Sven Alexander, föddes följande år i Stockholm. Teres och Walter Kaudern reste sedan 1916 till den indonesiska ön Sulawesi (som då kallades Celebes) tillsammans med sina barn. De stannade där till 1920 och samlade in över 3000 föremål, 15 oljemålningar, teckningar och ritningar som idag finns på Världskulturmuseet i Göteborg. Efter makens bortgång 1942 slutförde hon utgivningen av hans verk Ethnographical studies in Celebes tillsammans med Henry Wassén.
Material från Kauderns resor finns på Statens museer för världskultur och Wikimedia Commons.